# Чеканюк Вілен Андрійович
Вілен Андрійович Чеканю́к (12 жовтня 1932, Жмеринка — 21 вересня 2000, Київ) — український радянський живописець і педагог, професор з 1984 року; член Спілки радянських художників України, член-кореспондент Академії мистецтв України з 2000 року. Син радянського партійного діяча Андрія Чеканюка, брат архітектора Юрія Чеканюка.

## Біографія
Народився 12 жовтня 1932 року в місті Жмеринці (нині Вінницька область, Україна). Упродовж 1952—1958 років навчався в Київському художньому інституті, де його викладачами були, зокрема, Віктор Пузирков, Михайло Хмелько, Сергій Григор'єв, Михайло Іванов.

Могила.

Протягом 1959—1967 років і з 1972 року викладав в Київському художньому інституті; з 1977 року завідував кафедрою композиції (див. учні [⇨]). Член КПРС з 1964 року.
Жив в Києві, в будинку на бульварі Дружби народів, № 32, квартира № 55 та на Курганівській вулиці, № 3, квартира № 30. Помер у Києві 21 вересня 2000 року. Похований в Києві на Байковому кладовищі (ділянка № 49а, 50°25′1.40″ пн. ш. 30°30′5.60″ сх. д. / 50.4170556° пн. ш. 30.5015556° сх. д.).

## Творчість
Працював в галузі станкового живопису, книжкової графіки та плаката. Серед робіт:
живопис
- «Перший комсомольський осередок на селі» (1958; Національний художній музей України);
- «Перше знайомство» (1960);
- «З роботи» (1960, Національний музей у Львові);
- «Ранок Сибіру» (1963);
- «Китобої» (1966);
- «За землю» (1967);
- «Кармелюк» (1969);
- «Зенітники. В'єтнам» (1970—1971);
- «Партизани» (1975);
- «Патруль „Аврори“» (1977);
- «Арсенальці» (1982);
- «Будзагін» (1983);
- «Під прапором комбрига» (1987);
- «Максим Кривоніс під Звягелем» (1990).

ілюстрації до книг
- «Золотий горнець» Ернста Гофмана (1968);
- «Вогонь» Анрі Барбюса (1969).

Брав участь у республіканських, всесоюзних та зарубіжних виставках з 1958 року.

## Учні
Анд Олексій Дмитрович, Базилєв Сергій Миколайович, Балкінд Лев Володимирович, Борисенко Катерина Геннадіївна, Бєльський Едуард Всеволодович, Бистрова Яна Борисівна, Білостоцький Сергій Анатолійович, Вакулич Микола Феодосійович, Василевська Жанна Григорівна, Вітковська Наталія Львівна, Власов Олексій Федорович, Ворона Ольга Олександрівна, Герасименко Наталія Володимирівна, Гончаренко Юрій Євгенович, Гребенюк Павло Семенович, Григоров Віктор Федорович, Григоров Олексій Вікторович, Данченко Микола Олександрович, Жидель Сергій Петрович, Зима Тетяна Миколаївна, Карєва-Готьє Наталія Павлівна, Кирилова Олександра Сергіївна, Клименко Олександр Іванович, Кожеков Олексій Васильович, Компанець Юрій Миколайович, Корнієвський Сергій Анатолійович, Косаревський Костянтин Іванович, Красна Тетяна Іванівна, Кумунджієв Віктор Костянтинович, Кутняхов Микола Іванович, Ларюшина Тетяна Ісаївна, Лещенко Євген Олександрович, Литовченко Наталія Іванівна, Лопухова Світлана Олександрівна, Малишко Микола Олексійович, Марценюк Володимир Вікторович, Нисілевич Алла Леонідівна, Орликов Євген Йосипович, Піша Лариса Петрівна, Подерев'янський Лесь, Слєта Оксана Петрівна, Тихий Олександр Іванович.

## Відзнаки
- Срібна медаль Академії мистецтв СРСР (1958);
- Заслужений діяч мистецтв Української РСР з 1964 року;
- Народний художник УРСР з 1982 року;
- Республіканська премія ЛКСМУ імені Миколи Островського;
- Золота медаль Академії мистецтв України (1999)[1].